# أوسكار أريباس
أوسكار أريباس (بالإسبانية: Óscar Arribas Pasero)‏ هو لاعب كرة قدم إسباني في مركز الهجوم، ولد في 22 أكتوبر 1998 في بارلا في إسبانيا. لعب مع نادي ألكوركون.

## وصلات خارجية
- أوسكار أريباس على موقع قاعدة بيانات كرة القدم.إي يو (الإنجليزية)
- أوسكار أريباس على موقع Soccerway.com (الإنجليزية)
- أوسكار أريباس على موقع عالم كرة القدم.نت (الإنجليزية)
- أوسكار أريباس على موقع AS.com (الإسبانية)